# Torcida
Torcida (puni naziv: Klub navijača Hajduka Torcida, skraćeno: KNH Torcida) je navijačka skupina Hrvatskog nogometnog kluba Hajduka, osnovana 28. listopada 1950. godine. Torcida je najstarija navijačka skupina u Europi. Klub navijača djeluje na adresi Zrinsko-Frankopanska 17, Split.
Slogan navijača je "Hajduk živi vječno", kojim se svjedoči o dugoj i neprekinutoj tradiciji imena koje opstoji bez promjene od osnivanja do danas (bivše države potput Austro-Ugarske, Jugoslavije i nogometne lige su propale), odakle i geslo: "Hajduk živi vječno" i "Živimo za Hajduk".
Članovi Torcide kao i ostali najvatreniji navijači kluba okupljaju se na poljudskom sjeveru odakle gromoglasnim navijanjem bodre svoj klub.
Godine 2020., Torcida broji preko 16.000 članova.
Torcida, osim što podržava Hajduk, podržava i košarkaški klub Split jer se klubovi međusobno podržavaju.

## Povijest

### Osnivanje i početci
Osnivanju Torcide prethodilo je organizirano navijanje još od osnivanja Hajduka 1911. godine. Prvi organizirani odlazak navijača na domaće gostovanje zabilježeno je 1927. protiv HAŠK-a u Zagrebu, a na inozemno gostovanje 1936. protiv Rome u Rimu.
Torcida je osnovana 1950., uoči nogometne utakmice s Crvenom zvezdom koju su pokrenuli dalmatinski studenti u Zagrebu Vjenceslav Žuvela, i uz njega Ante Ivanišević, Ante Dorić i još neki, a prema riječima Ante Dorića glavni poticaj dao im je Bajdo Vukas koji je oduševljeno pričao o atmosferi na brazilskim stadionima. Splitski studenti koji su studirali u Zagrebu željeli su napraviti dotada neviđen spektakl kako bi pomogli svojim ljubimcima u čemu su i uspjeli. Po uzoru na brazilske navijačke skupine koje su u to vrijeme postale poznate (te godine se u igralo obnovljeno Svjetsko nogometno prvenstvo u Rio de Janeiru), Hajduk je 29. listopada pobijedio Zvezdu rezultatom 2:1, pobjedonosnim zgoditkom koji je postigao legendarni igrač Hajduka Božo Broketa u 86. minuti. Slavlje je bilo neopisivo, ljudi su plakali od sreće, grlili se i ljubili kopačku kojom je Božo Broketa dao gol, čitao se "posmrtni govor" Crvenoj zvezdi. Te sezone momčad Hajduka osvojila je prvenstvo bez ijednog poraza, što je do danas ostao nenadmašen rekord.

#### Zabrana
Nakon te utakmice partijske i državne strukture, na osobnu intervenciju Milovana Đilasa, represivno su nastupili prema Torcidi i njezinim pripadnicima. Poraz u svemu privilegirane Crvene zvezde i okolnosti oko njega teško su zasmetale tadašnji režim u Beogradu. Vodstvo Hajduka bilo je sankcionirano, djelovanje Torcide i njeno ime zabranjeno, a neki od pripadnika su pritvoreni i protiv njih je pokrenut postupak. Jedan od osnivača, Vjenceslav Žuvela, isključen je iz KPJ i osuđen na tri godine zatvora. Kasnije mu je kazna smanjena na tri mjeseca.
Unatoč zabrani isticanja imena i organiziranog djelovanja, navijači su nastavili pružati veliku podršku svom klubu i igračima.
Prvi značajniji slučaj nasilja navijača na stadionu datira iz susreta sa "Sarajevom" od 1. listopada 1961. godine kada je nakon utakmice napadnut sudac Aleksandar Škorić koji je poništio izjednačujući gol Vidoševića, po mišljenju Splićana neopravdano. Škorić je pretučen, a u gledalištu je došlo do vandalskih ispada, posljedicom čega je "Hajduk" morao tri utakmice odigrati u Šibeniku. Drugi put se incident velikih razmjera dogodio 11. rujna 1966. godine kad je masa navijača razočarana porazom "Hajduka" priredila masovnu tučnjavu i kad su demolirali dom, tribine i golove. Splićani su nakon toga kažnjeni igranjem jedne utakmice u Rijeci.

### Hrvatsko proljeće i slavne godine
Tako je Torcida nastavila svoje djelovanje u ilegali. Početkom 1970-ih godina manja skupina najgorljivijih pristalica Hajduka počinje se kontinuirano okupljati na sredini istočnog stajanja na Starom placu i s tog mjesta predvoditi bodrenje.
Tijekom ovog desetljeća navijači usvajaju južnjački način navijanja, koji karakterizira isticanje velikog broja klupskih zastava i transparenata i velikim povorkama koje pod tim obilježjima kluba marširaju gradom uoči i nakon važnih utakmica. Također, dijelom usvajanju i sjevernjački tip navijanja koji se manifestira nošenjem šalova i iskazivanjem nasilnih obrazaca ponašanja, naročito prema suparničkim navijačima. Uz skandiranje počinju se sve učestalije koristiti navijačke himne.
Nasilnički obrasci ponašanja navijača toliko su se bili proširili da većina simpatizera drugih klubova sve do kraja sedamdesetih nisu u većem broju dolazili na utakmice svojih klubova u Split, dok su s druge strane hajdukovci pratili svoj klub po cijeloj bivšoj Jugoslaviji.
Pojavom hrvatskog proljeća početkom 1970-ih godina 20. stoljeća, ponovo se rasplamsava nacionalni naboj koji je tinjao u srcima Hajdukovih navijača. Pojavljuju se zastave navijača s ucrtanim izvornim grbom Hajduka u kojem se unutar plavog kruga nalazi Hrvatski grb. Poznat je iz toga vremena silan bunt i višednevne demonstracije koji je (zbog registriranja prekinute utakmice Hajduk - OFK Beograd 0:3) rezultirao bacanjem automobila s beogradskim tablicama sa splitske Rive u more.
Krajem 1970-ih jedan dio ultrasa izdvaja se neformalna skupina Nesvrstani, koji su na rukavima jeans jakni isticali svoj znak, na kojem su uz slovo "N" i crveno-bijelo-plavu oznaku stajale latinske riječi "Patria nostra" (hrv. Naša domovina). Tijekom 1978. i 1979. sastajali su se u jednoj prostoriji u užem središtu grada, na zidu koje je bila obješena hrvatska trobojnica.
U razdoblju 1970-ih Hajduk je nanizao velike rezultate (četiri osvojena prvenstva i pet kupova). Na takve iznimne uspjehe nadovezalo se održavanje Mediteranskih igara u Splitu 1979. godine u sklopu kojih je podignut novi gradski stadion na Poljudu, koji je postao novi Hajdukov dom.

### Obnova djelovanja
Ime Torcida javno se počelo ponovo koristiti 1980. godine kada su nove generacije navijača Hajduka željele starim imenom i navijanjem proslaviti voljeni klub. Od tada su se navijači počeli okupljati na sjeveru novog stadiona na Poljudu.
Nakon Torcide, krajem 1980-ih nastale su i navijačke skupine ostala tri velika kluba u Jugoslaviji - Dinama, Partizana i Crvene zvezde, ali i one manjih klubova.
U ovom razdoblju počinju se pojavljivati širom grada grafiti na kojima su isticana obilježja Torcide i Hajduka. Pišu se i politički grafiti s porukama "Sretan Božić, braćo Hrvati" i "Smrt komunizmu". Dio navijača prosvjed protiv društva počinje sve otvorenije zasnivati na stanovitom nezadovoljstvu u svezi s nacionalnim slobodama Hrvata i ukupnoga stanja međunacionalnih odnosa u tadašnjoj Jugoslaviji.
Izgredi navijača sa sjeverne tribine postajali su sve češći i s neželjenijim posljedicama. Tako je uoči utakmice "Hajduk" - "Tottenham", održane u Splitu u travnju 1984. godine jedan navijač na centru igrališta zaklao pijetla, jer se navijači londonskoga kluba, čiji je simbol tetrijeb, kolokvijalno nazivaju "pijetlovima". Na to je reagirala UEFA zabranom igranja jedne međunarodne utakmice u Splitu.
Sredinom 1980-ih navijački huliganizam, postaje nerazdvojna ikonografija Torcide, ali i i problemi narkomanije. U tom infiltriranju i naglom širenju droga među Torcidom očiglednu zaslugu imaju i tajne službe bivše Jugoslavije (UDBA, KOS), s obzirom na to da je policijski nadzor i nadzor građana od strane tajnih služba bio toliko širok, da je mogućnost uklanjanja nepoželjnih pojedinaca (i trajna neutralizacija) bila potpuna, a realizacija skoro trenutna, da se toliko širenje droga među mlado, nacionalno svjesno i agilno hrvatski nastrojeno stanovništvo (koje je jugounitaristima i velikosrbima nepoželjno, što su kasniji događaji od 1990-ih nedvojbeno pokazali) nije bilo moglo dogoditi bez njihovog znanja i umiješanosti.
Organizirane grupacije Torcide počinju se širiti i izvan grada pa se na stadionu počinju pojavljivati transparenti navijača Hajduka iz okolnih mjesta, a kasnije i sve šire.

### Osamostaljenje Hrvatske i HNL
Krajem 1980-ih i početkom 1990-ih, stanje u Jugoslaviji se zaoštrava. Torcida je 27. rujna 1990. napravila prvi korak i izrazila veliko nezadovoljstvo stanjem u Jugoslaviji - prekidom utakmice u Splitu protiv Partizana, paljenjem jugoslavenske zastave, gromoglasnim uzvikivanjem hrvatskog imena, zazivanjem skore hrvatske neovisnosti i pjevanjem hrvatskih pjesama.
Za vrijeme Domovinskog rata mnogi su Torcidaši zajedno sa svojim kolegama iz drugih navijačkih skupina stali u prve redove oružane borbe kako bi obranili svoju domovinu. Spomen-ploča na sjevernoj strani poljudskog stadiona nosi imena 27 pripadnika Torcide poginulih u borbi za neovisnost Hrvatske.
Početkom 1990-ih, nakon osamostaljivanja Republike Hrvatske Torcida ne želi izazivati nikakve incidente koji bi naštetili klubu i u tom razdoblju Hajduk postiže najbolje uspjehe u povijesti.
Krajem 1990-ih i u 2000. godini, nakon pet godina bez trofeja, Torcida je radikalizirala svoje djelovanje, pa su u tom razdoblju zabilježeni incidenti (prekidi utakmica protiv Šibenika i Dinama, te sukobi s policijom i specijalnim snagama MUP-a). Unatoč tome, što je Hajduk u razdoblju od 2000. do 2005. godine osvojio sedam trofeja (3 prvenstva, dva Kupa i 2 Superkupa), navijači su organizirali bojkot Uprave kluba tada na čelu s Brankom Grgićem te se na utakmicama često moglo čuti i na transparentima pročitati Uprava odlazi!. Stanje se nije smirilo ni nakon smjene Uprave, a nastavljeni su i sukobi s Bad Blue Boysima.
Usporedo s projektom preoblikovanja Hajduka u dioničko društvo, Torcida se zalagala za donošenje Kodeksa upravljanja klubom, kojim bi se bolje organizirao rad i upravljanje klubom. Ta je inicijativa konačno zaživjela 13. siječnja 2011. godine kada je Kodeks stupio na snagu.
Nakon što su brojni torcidaši i ostali navijači Hajduka kupili dionice kluba, nastavljen je projekt preoblikovanja kroz projekt Naš Hajduk.
Osim brojnih podskupina Torcide organiziranih po splitskim gradskim kotarima (Bačvice, Brda, Meje, Mertojak, Radunica, Split 3 itd.), brojne podružnice Torcide organizirane su kako u zemlji (Sisak, Zagreb, Rijeka, Makarska, Đakovo, Mokošica, Zadar, Šibenik, Pakoštane, Trogir, Duće, Vinkovci, itd.), tako i u Europi (Düsseldorf, Mostar, Rotterdam, Ljubljana, Stuttgart, Zürich itd.).
Danas su u Splitu najaktivniji navijači iz kvartova Mertojak, Brda, Sućidar, Skalice i Pujanke. 

### 70 godina Torcide
Najstarija navijačka skupina u Europi je proslavila svoj 70. rođendan točno u ponoć spektakularnim vatrometom i bakljadom, a sve je to popraćeno i signalnim raketama i Hajdukovim pjesmama.
Torcida je u srijedu u podne kao dio proslave rođendana obilježila i dimnim bombama diljem splitske Rive, a paralelno s time postavljen je i 30-metarski Torcidin transparent sa zvukom zvona na zvonik Sv. Dujma.
Predstavnici HNK Hajduk, KNH Torcide, Udruge Naš Hajduk, Tornada Zadar, No Name Boysa (Benfica), Magic Fansa (AS Saint-Étienne) i Torcide Górnik Zabrze položili su jutros vijence i uplalili svijeće uz spomen-ploču na poljudskom sjeveru za sve poginule pripadnike Torcide u Domovinskom ratu te su se kasnije pridružili su proslavi Torcidinog 70. rođendana na Rivi i Prokurativama.
Torcida se, nakon velike bakljade na Pjaci u 19:50 i mimohoda preko Vukovarske ulice,  vratila slaviti na Rivi.

## Humanitarnost i spašavanje
Početkom Domovinskog rata pripadnici Torcide aktivno se uključuju u obranu domovine, gdje mnogi ginu ili bivaju ranjeni. U spomen na njih na sjeveroistoku poljudskog stadiona, u svibnju 1993. postavljena je spomen-ploča.

## Podgrupe i frakcije
Torcida je, za razliku od 80-ih i ranih 90-ih, navijačka skupina koja veći naglasak stavlja na organiziranost, a ne na spontanost. Središnjica je jaka, dok su ranije teritorijalne (kvartovske) organizacije oslabile, premda neke od njih i dalje dobro funkcioniraju (osobito one s Brda, Pujanki, Mertojaka, Meja, Skalica i Radunice). Unatoč tome, postoje određene podskupine koje se razlikuju po svojim kulturološkim obilježjima:
- Splitska dica
- Fjube
- Žuti mravi
- Nesvrstani
- Kromaši
- Lancuni
- Najnajmlađi Split

Između navedenih skupina nema izražavanja rivalstva, jer je svima najviše stalo do jedinstva i snage Torcide.

## Prijateljske skupine
Što se tiče domaćih navijačkih skupina, Torcida je u bratskom savezništvu sa zadarskim Tornadom. Od stranih skupina, Torcida ima sklopljena prijateljstva s portugalskim No Name Boysima, s francuskom skupinom Magic Fans (navijači Saint-Étiennea) i s poljskom Torcidom Gornik.

## Statut KN Torcida
Statut Kluba donijela je 10. siječnja 1998. godine Skupština Kluba navijača Hajduka - "Torcida" Split.

### Osnovne odredbe, djelatnost i članstvo
Tim statutom donesene su odredbe o imenu i sjedištu kluba (čl. 2.), o grbu (čl. 4.) i sl. Klub zastupaju Predsjednik i Tajnik (čl. 6.).
Među djelatnosti kluba navode se, između ostalog, poticanje organiziranog navijanja na utakmicama HNK "Hajduk", organiziranje putovanja na utakmice HNK "Hajduk" izvan Splita, borba protiv navijačkog nasilja na stadionima i organizirano okupljanje članstva (čl. 8.). Članstvo je dostupno svim zainteresiranima (čl. 10.) uz plaćanje članarine (čl. 13.).

### Upravna tijela kluba
Upravna tijela kluba su Skupština, Predsjedništvo, Nadzorni odbor i Stegovna komisija (čl. 17.).
Skupština je najviše tijelo upravljanja Klubom, koju sačinjavaju svi članovi Kluba (čl. 18.). Može biti redovita, izborna i izvanredna, a redovito zasjeda jednom u tijeku godine, dok se izborna sjednica Skupštine održava svake četiri godine. Sjednice Skupštine saziva Predsjedništvo Kluba (čl. 19.), a predsjeda joj predsjednik kluba (čl. 20.).
Izvršne funkcije obavlja Predsjedništvo Kluba (čl. 23.) koje čini devet članova, a sjednice Predsjedništva saziva predsjednik kluba (čl. 24.).
Predsjedništvo, između ostalog, bira i imenuje tajnika i blagajnika Kluba, saziva Skupštinu, utvrđuje prijedloge programa djelatnosti i planove rada, upravlja imovinom Kluba i podnosi izvješća o radu Skupštini Kluba (čl. 25.).
Nadzorni odbor Kluba prati i nadzire rad tijela utvrđenih Statutom, a o svom djelovanju treba obavještavati skupštinu. Nadzorni odbor posebno nadzire materijalno i financijsko poslovanje Kluba. (čl. 28.). Sastoji se od tri člana, a odluke donosi većinom glasova (čl. 29.).
Predsjednika Kluba, koji je po funkciji i predsjednik Predsjedništva, bira Skupština na mandat od četiri godine. Predsjednik, između ostalog, zastupa Klub, pokreće raspravu o određenim pitanjima, brine se o upoznavanju javnosti s radom Kluba, Skupštine i njezinih tijela i rukovodi radom Skupštine i Predsjedništva. U slučaju odsutnosti zamjenjuje ga tajnik Kluba (čl. 30.).
Tajnika Kluba bira i imenuje Predsjedništvo na mandat od četiri godine za obavljanje stručno-administrativnih poslova u Klubu. On vodi Registar članova, u odsutnosti zamjenjuje predsjednika Kluba i brine se za organiziranje i odlazak članova na nogometne utakmice s HNK "Hajduk" izvan Splita (čl. 31.).
Stegovna komisija ima tri člana iz Predsjedništva kluba. Oni provode stegovni postupak i o njemu izvješćuju Predsjedništvo i Skupštinu kluba (čl. 32.).

### Imovina
Statutom je regulirana i imovina Kluba te način njena stjecanja. Klub stječe imovinu od članarine, dobrovoljnih priloga i darova, od dotacija, sponzorstva i donacija te iz drugih izvora u skladu sa zakonom (čl. 35.).

## Zanimljivosti
- Torcida uvijek vjerno prati momčad Hajduka na svim gostovanjima, kako onim europskim, tako i onim izvaneuropskim te je već legendarna priča kako Hajduk nigdje nije gostovao bez barem male podrške svojih navijača.
- Osim u Hrvatskoj, navijača Hajduka ima u ostalim državama bivše Jugoslavije, ali i u onim zemljama gdje živi mnogo iseljenika iz Hrvatske (većinom iz Dalmacije), kao u Australiji, Novom Zelandu, Kanadi, Čileu, Argentini, ali i u Njemačkoj i drugdje.
- Jedan od simbola Torcide je lik navijača zamaskiran sunčanim naočalama i crveno-plavom maramom sa slovom "h" preko usta. Crtež se često naziva "Žan", jer je lik nadahnut Žanom Ojdanićem, bivšim predsjednikom Torcide.
- Vatreni navijač Hajduka je i Irac iz Wigana, Sean Medvid Staunton, koji godinama redovito dolazi na derbije na Poljud. Na pitanje zašto navija za Hajduk odgovara: "Zato što nigdje nisam vidio toliko strasti među navijačima, kao kod Torcide".[24]
- Akihisa Wada i Shuichiro Tsuzuku, još su dvojica vatrenih navijača Hajduka, a na utakmice dolaze iz Yokohame (Akihisa) i Tokija (Shuichiro).[25]
- Brazilski se utjecaj torcide organizade u Europi proširio upravo preko Hajdukove Torcide. Zahvaljujući njoj i njenu ugledu, brojne druge navijačke skupine nose ime Torcida. Navijači poljskog Górnika iz Zabrza se tako zovu Torcida G'

## Poznatiji Torcidaši
Uz spomenute osnivače Torcide (Žuvela i ostali), među najpoznatije pripadnike Torcide 1970-ih i 1980-tih godina (od kojih mnogi više nisu na životu) bili su Dugi, Ušo, Trepča, Morrison (imao najviše gostovanja u Beogradu), Maslo (najviše gostovanja osamdesetih; prvi nosio naopako okrenutu spitfajericu), Armando, Vele, Lopov, Kele, Doktor, T. Vrekalo, T. Štambuk, Sunara, Meštar, Prle, Parangal, Jere, Kula, Afra, Leska, Bosna, Šogun; uz njih treba spomenuti i Ivicu Iću Cindrića, poznatog kao Ićo-Purger koji je ujedno i pripadnik BBB-a, i jedan od četvorke, koji su dinamovim navijačima dali ime Bad Blue Boys.

## Simbolike

### Navijačke zastave
- Crveno-plava zastava navijača Hajduka
- Vodoravna inačica, crveno-plave zastave navijača Hajduka
- Prugasta zastava navijača Hajduka

### Ostalo
- Crven-bijeli-plavi rondel Torcide
- Logo Torcide

## Ostalo

### Knjige
- Lalić, Dražen, Torcida - pogled iznutra, AGM, Zagreb, 1993.

### Pjesme
- Boško Landeka: "Himna Torcide"
- Dubrovački trubaduri: "Bili su bili vrhovi planina"
- Gibonni: "Mi smo prvaci"
- Giuliano: "Torcida razara sa sjevera"
- Kuzma & Shaka Zulu: "Majstori s mora"
- Mladen Grdović: "Dalmatinac"
- Oliver Dragojević: "Hajdučka"
- Vinko Coce: "Ako te tko pita"
- Vinko Coce: "Oluja sa sjevera (Ale, ale, o Hajduče)"
- Vinko Coce: "Kada umren umotan u bilo"
- Vinko Coce: "Volin te Hajduče (Bila vojska)"
- Zrakomlat − "Šampion je Hajduk"
- Marko Perković Thompson: "Torcida razara sa sjevera"
- Ilija i Zrno žita: "100 godina Hajduka"
- Ivo Amulić: "Jedanaest morskih lavova"
- Mate Mišo Kovač & Aleksandar Antić: "Ja ne mogu drugo nego da ga volin"

## Galerija
- Torcidin grafit u središtu Splita
- Hajdukov Fan Shop u Marmontovoj
- Spomenik Hajduku na Bačvicama
- Torcidin grafit u Varošu
- Torcidin grafit u Splitu
- Torcidin grafit u Splitu 3
- Fasada zgrade u Splitu s grbom Hajduka
- Navijački grafita u Pakoštanima
- Grafit Torcide na Mertojaku
- Torcidin grafit u Ražancu

## Vanjske poveznice
|  | Zajednički poslužitelj ima još gradiva o temi HNK Hajduk Split |

- Službena stranica kluba navijača Hajduka
- Torcida - navijačka skupina kao stup civilnog društva na stranicama Slobodne Dalmacije (hrv.)